# Ace Sports Group Tennis Classic 2009
L'Ace Sports Group Tennis Classic 2009 è stato un torneo di tennis facente parte della categoria ITF Women's Circuit nell'ambito dell'ITF Women's Circuit 2009. Il torneo si è giocato a Lutz negli USA dal 19 al 25 gennaio 2009 su campi in terra rossa e aveva un montepremi di $25,000.

## Vincitori

### Singolare
Sharon Fichman ha battuto in finale  Lauren Albanese con il punteggio di 6–4 7–6(5)

### Doppio
Kimberly Couts /  Sharon Fichman hanno battuto in finale  Story Tweedie-Yates /  Mashona Washington con il punteggio di 6–4 7–5